# Ślad na śniegu
Ślad na śniegu (tytuł oryginalny: Gjurmë në deborë) – albański film fabularny z roku 1984 w reżyserii Edmonda Tare.

## Opis fabuły
Na granicy znaleziono ślady ludzkich stóp w śniegu. Pełniący służbę w straży granicznej Ilir odkrywa, że ślady pozostawił Shan Shopeli, który współpracuje z wrogiem i wielokrotnie przekraczał nielegalnie granicę. Dochodzi do bezpośredniego pojedynku między Ilirem a Shanem.
Film realizowano w Tropojë. W roli statystów wystąpili żołnierze Straży Granicznej.

## Obsada
- Petrit Malaj jako Ilir
- Andon Koço jako Bardhyl
- Sheri Mita jako Bush Buka
- Petrit Tuna jako Shan Shopeli
- Astrit Hasani jako dowódca placówki straży granicznej
- Petraq Taçi jako Thoma
- Mimoza Gjiriti jako nauczycielka
- Jetmira Dusha jako pielęgniarka
- Petraq Xhillari jako lekarz
- Leonard Salia jako strażnik graniczny
- Gëzim Hoxha jako strażnik graniczny
- Zoica Nano jako żona Shana Shopeliego
- Eduart Bejleri
- Gani Disha